# 山本実庸
山本 実庸（やまもと さねもち）は、幕末の公家、明治から大正期の宮内官・政治家・華族。貴族院子爵議員。

## 経歴
山城国京都で右近衛権中将・山本実政の長男として生まれる。万延元年11月（1860年12月 - 1861年1月）従五位下に叙され、慶応元年5月（1865年5月 - 6月）に元服して昇殿を許され従五位上に叙された。父の隠居に伴い、1875年（明治8年）10月23日、家督を相続。1884年（明治17年）7月8日、子爵を叙爵した。
1876年（明治9年）12月、淑子内親王家祗候に就任。以後、京都宮殿勤番、殿掌などを務めた。1897年（明治30年）7月10日、貴族院子爵議員に選出され、1911年（明治44年）7月9日まで2期在任した。

## 栄典
- 1907年（明治40年）12月27日 - 正三位[9]
- 1915年（大正4年）11月16日 - 従二位[10]

## 系譜
- 父：山本実政
- 母：家女房[11]
- 妻：卜半寿子（ひさこ、卜半了達二女）[1]
- 長男：山本公茂（子爵）[1]
- 長女：益子（愛知県海西郡の大地主・横井東左衛門の長男・横井行壽の妻）[12][13]
- 二女：章子（大森喜一の妻）[1]
- 二女：冬子（福井出身の役人・磯松定士の妻）[14][15]
- 四女：具子（伯爵室町公藤の妻）[1]
- 五女：照子（東京の印刷会社経営者・丸光の妻。生母は山下志う）[16]
- 五男：山本公富（子爵。生母は山下志う）[1]
  - 養子：山本公慶（伯爵、室町公藤二男）[1]
- 六女：糸子（圓照寺門跡・山本静山。生母は山下志う）[1]

1916年生まれ。大覚寺前の宮大工の今井小三郎・やな夫婦の里子として育てられ、5歳で大聖寺 (京都市)を経て伏見宮邦家親王第7王女・文秀女王が門跡を務めていた円照寺に入山し、1939年に同寺の10代目住職となる。華道・山村御流の家元として三笠宮妃、常陸宮妃ら旧皇族や女官らに挿花を教えたほか、高島屋でも教えた。著書に『花のこころ―奈良円照寺尼門跡といけばな』 (主婦の友社、1968)など。大正天皇の娘とする説がある。
- 弟：玉松真幸（貴族院男爵議員、玉松真弘養子）・穂穙俊香（男爵、穂穙籌子入夫）[1]
- 妹：泰子（熊本男爵細川忠穀の妻）